# Sackville Pelham (5e comte de Yarborough)
Sackville George Pelham, 5e comte de Yarborough, 10e comte de Mértola, (17 décembre 1888 - 7 février 1948), titré Lord Worsley de 1914 à 1926 et connu sous le nom de Lord Conyers de 1926 jusqu'à son accession à la pairie en 1936, est un membre de la chambre des lords et un soldat britannique.

## Biographie
Pelham est le deuxième fils de Charles Pelham, 4e comte de Yarborough et de sa femme, Marcia Lane-Fox, 13e baronne Conyers et 7e baronne Fauconberg. En 1910, il devient sous-lieutenant dans le 11e hussards et combat d'abord comme lieutenant en France pendant la Première Guerre mondiale avant d'être promu au grade de capitaine en 1916. Pendant la guerre, son frère aîné, Charles est tué au combat et Sackville prend le titre de courtoisie de Lord Worsley. 
Après la guerre, il reçoit la Croix militaire et se retire de l'armée en 1919 lorsqu'il épouse Nancy Brocklehurst (une nièce de John Brocklehurst, 1er baron Ranksborough). Le couple a deux filles, Lady Diana Mary Pelham qui devient Diana Miller, 11e comtesse de Mértola (1920-2013) et Lady (June) Wendy Pelham, Mrs Michael Hildesley Lycett (1924-2012).
En 1926, Lord Worsley devient major dans le Nottinghamshire Yeomanry et, à la mort de sa mère cette année-là, hérite des baronnies Conyers et Fauconberg et du comté portugais de Mértola. Il devient plus tard, en relevant la pairie de son père en 1936, le 5e comte de Yarborough.
De 1936 à 1940, le comte commande le Nottinghamshire Yeomanry en tant que lieutenant-colonel et combat pendant la Seconde Guerre mondiale de 1939 à 1944. Avec sa femme, il survit au bombardement aérien du RMS Empress of Britain, en octobre 1940, au cours duquel sont tuées 45 personnes au large des côtes d'Irlande. 
À sa mort en 1948, la pairie comtale de Yarborough, le domaine de Brocklesby Park et plusieurs centaines d'hectares de terres agricoles passent à son frère Marcus, tandis que le titre comtal de Mértola passe à sa fille aînée, Lady Diana, et les baronnies Conyers et Fauconberg sont quant à elles suspendues (« hold in abeyance ») entre ses deux filles. La mort de sa fille cadette, Lady Wendy, en 2012, met fin à la suspension en faveur de son aînée, Diana, comtesse de Mértola, qui lui succède ainsi aux baronnies.